# Planura
Planura é um município brasileiro no interior do estado de Minas Gerais. Sua população recenseada em 2022 era de 11 145 habitantes. 

## História
O primeiro assentamento começou em terras pertencentes a João Januário da Silva e Oliveira, às margens do Rio Grande. O primeiro grupo de casas era conhecido como Porto do Cemitério, posteriormente mudando o nome para Esplanada. Em 1938, tornou-se um distrito de Frutal com o nome de Nova Esplanada. Em 1962, tornou-se um município. O crescimento da cidade, foi devido à construção da Usina Hidrelétrica de Porto Colômbia, na década de 1970. O nome é devido aos planos de terras na região.A primeira edificação civil foi erguida no final da atual Rua Segismundo Novais e pertenceu ao comerciante Moisés Cançado Zico, onde construiu sua residência e um ponto comercial com o nome de "casa Zico Lopes" que posteriormente passou às mãos do Sr. Omar Lopes Cançado. Após essas duas construções, foi erguido o prédio do posto fiscal.
- Fundação: 30 de dezembro de 1962 (62 anos)

## Geografia
Situa-se na Mesorregião do Triângulo Mineiro e na Microrregião de Frutal. A área é de 317,520 km² e a densidade demográfica, de 35,1 hab/km². 
Seus municípios limítrofes são Pirajuba a norte, Conceição das Alagoas a leste, Colômbia (SP) a sul e Frutal a oeste.